# Kings Beach
Kings Beach és una concentració de població designada pel cens dels Estats Units a l'estat de Califòrnia. Segons el cens del 2000 tenia 4.037 habitants.

## Demografia
Segons el cens del 2000, Kings Beach tenia 4.037 habitants, 1.411 habitatges, i 788 famílies. La densitat de població era de 454,4 habitants/km².
Dels 1.411 habitatges en un 34,8% hi vivien nens de menys de 18 anys, en un 39,4% hi vivien parelles casades, en un 8,9% dones solteres, i en un 44,1% no eren unitats familiars. En el 28,3% dels habitatges hi vivien persones soles el 3% de les quals corresponia a persones de 65 anys o més que vivien soles. El nombre mitjà de persones vivint en cada habitatge era de 2,86 i el nombre mitjà de persones que vivien en cada família era de 3,69.
Per edats la població es repartia de la següent manera: un 28% tenia menys de 18 anys, un 13,3% entre 18 i 24, un 38% entre 25 i 44, un 17,4% de 45 a 60 i un 3,4% 65 anys o més.
L'edat mediana era de 29 anys. Per cada 100 dones de 18 o més anys hi havia 133,2 homes.
La renda mediana per habitatge era de 35.507 $ i la renda mediana per família de 37.837 $. Els homes tenien una renda mediana de 25.880 $ mentre que les dones 21.571 $. La renda per capita de la població era de 16.556 $. Entorn del 17,1% de les famílies i el 17,7% de la població estaven per davall del llindar de pobresa.

## Poblacions més properes
El següent diagrama mostra les poblacions més properes.